# Aurora (Utah)
Aurora es una ciudad en el condado de Sevier,estado de Utah, Estados Unidos. Según el censo de 2000, la población era de 947 habitantes.El censo estimado para 2019 es de 1 052 habitantes.

## Geografía
Aurora se encuentra en las coordenadas 38°55′16″N 111°56′11″O / 38.92111, -111.93639.
Según la oficina del censo de Estados Unidos, la ciudad tiene un área total de 2,6 km². No tiene superficie cubierta de agua.

## Demografía
Según el censo de 2000, había 947 habitantes, 303 casas y 269 familias residían en la ciudad. La densidad de población era 362,0 habitantes/km². Había 321 unidades de alojamiento con una densidad media de 122,7 unidades/km².
La máscara racial de la ciudad era 97,68% blanco, 0,53% indio americano, 0,63% asiático, 0,21% de las islas del Pacífico, 0,84% de otras razas y 0,11% de dos o más razas. Los hispanos o latinos de cualquier raza eran el 1,37% de la población.
Había 303 casas, de las cuales el 43,6% tenía niños menores de 18 años, el 83,8% eran matrimonios, el 4,3% tenía un cabeza de familia femenino sin marido, y el 11,2% no son familia. El 10,9% de todas las casas tenían un único residente y el 6,6% tenía sólo residentes mayores de 65 años. El promedio de habitantes por hogar era de 3,13 y el tamaño medio de familia era de 3,38.
El 33,2% de los residentes es menor de 18 años, el 9,3% tiene edades entre los 18 y 24 años, el 25,0% entre los 25 y 44, el 20,3% entre los 45 y 64, y el 12,2% tiene 65 años o más. La media de edad es 32 años. Por cada 100 mujeres había 93,7 hombres. Por cada 100 mujeres de 18 años o más, había 100,3 hombres.
El ingreso medio por casa en la ciudad era de 44.911$, y el ingreso medio para una familia era de 50.000$. Los hombres tenían un ingreso medio de 38.750$ contra 20.156$ de las mujeres. Los ingresos per cápita para la ciudad eran de 15.920$. Aproximadamente el 3,5% de las familias y el 4,2% de la población está por debajo del nivel de pobreza, incluyendo el 3,5% de menores de 18 años y el 10,5% de mayores de 65.